# チョン・ジュニョン
チョン・ジュニョン（정준영、1989年2月21日 - ）は、大韓民国の歌手。

## 概要
ソウル特別市生まれ。生後間もなく父親の仕事の都合でジャカルタに移る。その後も中国・日本・フランス・フィリピンなど多くの国で生活する。そのため英語・中国語・日本語・タガログ語・韓国語が堪能である。
韓国政府が認めていない教育機関出身のため最終学歴は小卒扱いとなり、規定により兵役免除となった。
英語名は「Andrew Simon June Mercutio Chang」。
小学2年生からヴァイオリンを習い、コンクールで入賞歴がある。
2010年、インディーズバンドとしてアルバム発表。
2011年、テレビ番組「オルチャン時代」に出演。
2012年に韓国の音楽オーディション番組「スーパースターK4」に出場、実力不足ながらスター性が評価されて3位となる。
2015年5月にロック・バンド「チョン・ジュニョンバンド」としてアルバム発売。2016年5月にバンド名を「Drug Restaurant」に改名。

2019年3月21日、複数の女性との性行為を盗撮し、動画を複数の芸能人が参加するカカオトークのグループチャットで共有した容疑で韓国警察に逮捕された。
2019年11月26日の一審で集団性暴行罪で懲役6年、2020年5月12日の二審で懲役5年を言い渡された。